# Кікалейшвілі Мамука Андрійович
Кікалейшві́лі Маму́ка Андрі́йович (груз. კიკალეიშვილი მამუკა; *10 серпня 1960) — грузинський актор, режисер, дипломат.

## З життєпису
Народ. 10 серпня 1960 р. в Тбілісі в акторській родині. Помер 3 травня 2000 р. Закінчив Тбіліський театральний інститут (1981). Був радником посольства Грузії по культурі та інформації в Росії.
Знявся в українських фільмах: «Биндюжник і король» (1989, 2 а), «Мандрівні зірки» (1989, Гоцмах), «Містифікатор» (1990), «Принцеса на бобах» (1997), «Макарони смерті» тощо.